# Michel Brusselmans
Michel Brusselmans (* 12. Februar 1886 in Paris; † 20. September 1960 in Brüssel) war ein belgischer Komponist.

## Leben
Michel Brusselmans stammte aus einer belgischen Familie von Nähern, sein älterer Bruder Jean Brusselmans wurde Maler. Brusselmans studierte bei Gustave Huberti, Edgar Tinel und Paul Gilson am Brüsseler Konservatorium. Anschließend folgte er Kursen bei Vincent d’Indy an der Schola Cantorum Paris. Zurückgekehrt nach Belgien nahm er weiteren Privatunterricht bei Gilson. Brusselmans erhielt 1911 den „Prix de Rome“ und mit seiner Sinfonischen Dichtung Hélène de Sparte erhielt er 1914 den „Prix Agniez“. In der Folgezeit lebte er zurückgezogen in Paris und der Provence, während er für den Musikverleger Jamin arbeitete.
Sein Stil gehört zur Impressionismusbewegung, vor allem in seiner Orchestermusik kommt sein Können zur Geltung. Sein Werk ist durch die verschiedenen Landschaften geprägt, die er schätzen lernte: Flandern, mit der Kermesse flamande, den Scènes breugheliennes und der Rhapsodie flamande sowie Frankreich, mit den Scènes provençales und den Visages de Paris. Auf technische Entwicklungen seiner Zeit reagierte er mit Kompositionen wie The Railway, den Bruits d’usines und den Bruits d’avions.